# Poa dentigluma
Poa dentigluma là một loài cỏ trong họ hòa thảo, thuộc chi poa.